# Víktor Gorbatkó
Víktor Vasílievich Gorbatkó (en ruso: Ви́ктор Васи́льевич Горбатко́; Ventsy, Unión Soviética; 3 de diciembre de 1934-Moscú, 15 de mayo de 2017) fue un cosmonauta soviético ruso, piloto-cosmonauta de la URSS y dos veces héroe de la Unión Soviética. Se retiró con el grado de mayor general.

## Biografía
Nació el 3 de diciembre de 1934 en Ventsy, en el krai de Azov-Mar Negro de la RSFS de Rusia, en la Unión Soviética (actual raión de Gulkévichi del krai de Krasnodar). En 1953 obtuvo sus estudios iniciales de pilotaje en la Escuela Militar de Aviación de Pavlogrado, y en 1956 se graduó en la Escuela Militar de Aviación de Bataisk. Fue admitido como cosmonauta en 1960. En 1968 finalizó su formación en la Escuela de Ingeniería de la Fuerza Aérea N. E. Zhukovski, de la cual sería nombrado director en 1987.
En 1974 fue nombrado presidente de la dirección central del Comité de Amistad Soviético-Mongola. El 12 de abril de ese año fue nombrado "Ciudadano Honorario de Tiraspol". Fue elegido diputado del pueblo de la Unión Soviética en marzo de 1989, del que pasó al Soviet Supremo.

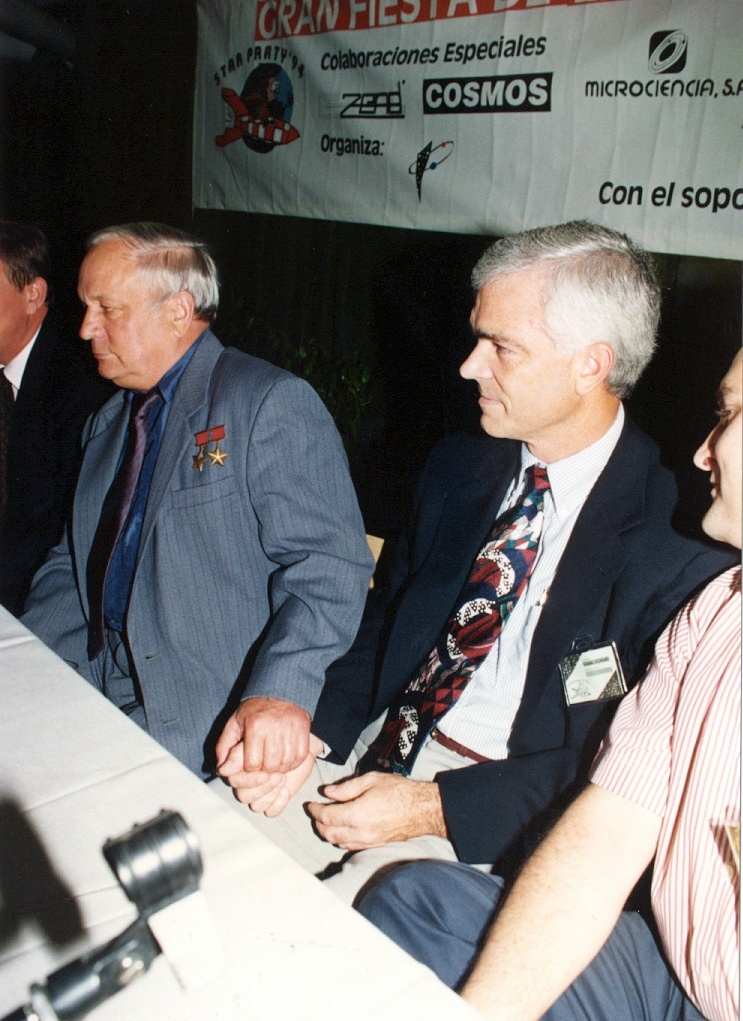
Víktor Gorbatkó y astronauta de EE. UU. Michael Clifford en acto en Castelldefels el 25 de junio de 1994, con las manos cogidas en señal de amistad tras Guerra Fría

El 25 de junio de 1994 participó en la Star Party 94, organizada por la Agrupación Astronómica de Castelldefels, con el astronauta estadounidense Michael Richard Clifford, con un trato muy cordial entre ambos, recién acabada la guerra fría.
Falleció el 17 de mayo de 2017 en Moscú a la edad de 82 años, sus restos mortales se encuentran en el cementerio federal de Mytishchi.

### Vuelos espaciales
Su primer vuelo espacial tuvo lugar entre el 12 y el 17 de febrero de 1969 en la nave Soyuz-7 y tuvo una duración de 4 días y 23 horas. Su segundo vuelo espacial se dio en febrero de 1977 a bordo de la nave Soyuz-24 y en la estación orbital Saliut 5. Su tercer viaje tuvo lugar en julio de 1980 en las naves Soyuz-36, Soyuz-37 y la estación Saliut 6 (junto con el ciudadano vietnamita Phạm Tuân).

## Condecoraciones

### Unión Soviética y Federación Rusa
- Héroe de la Unión Soviética, dos veces (22 de octubre de 1969, 5 de marzo de 1977).
- Orden de la Amistad (12 de abril de 2011)[6]
- Orden de Lenin, tres veces (22 de octubre de 1969, 5 de marzo de 1977, 1980).
- Orden de la Estrella Roja (1961)
- Medalla al Servicio Distinguido en la Vigilancia de las Fronteras del Estado (1977).
- Medalla por el desarrollo de las tierras vírgenes, dos veces (1969, 1977).
- Medalla Conmemorativa del 50.º Aniversario de la Milítsiya (1969).
- 10 medallas menores más de la Unión Soviética y Rusia

### Otros países
República Popular de Mongolia: 
- Héroe de la República Popular de Mongolia
- Orden de Sükhbaatar (1971)
- Orden de la Bandera Roja (1974),
- Medalla a la Amistad,
- Medalla a los 50 años de la revolución popular de Mongolia (1971),
- Medalla a a los 60 años de la revolución popular de Mongolia (1981),
- Medalla a los 50 años del Ejército Popular de Mongolia (1971),
- Medalla a los 60 años del Ejército Popular de Mongolia (1981),
- Medalla del 40.º Aniversario de la Victoria en Jaljin Gol (1979),
- Medalla del 50.º Aniversario de la Victoria en Jaljin Gol (1989),
- Medalla del 30.º aniversario de la victoria sobre el Japón militarista (1975).

República Socialista de Vietnam: 
- Héroe del Trabajo
- Orden de Ho Chi Minh de 1ª clase (1980).

República Democrática Alemana: 
- Medalla a la Fraternidad en Armas (1979).

República Popular de Bulgaria: 
- Medalla a los 25 de años de la proclamación de la República Popular de Bulgaria
- Medalla a Fraternidad de las Armas.

República Popular de Polonia: 
- Medalla a la Fraternidad en Armas.

República Democrática Popular de Corea: 
- Medalla a los 40 años de la liberación.

### Estatuas
El 7 de noviembre de 2003 se inauguró en Novokubansk una escultura que representa a Gorbatko con traje de cosmonauta sin el casco.

## Galería de sellos postales en los que aparece Gorbatko

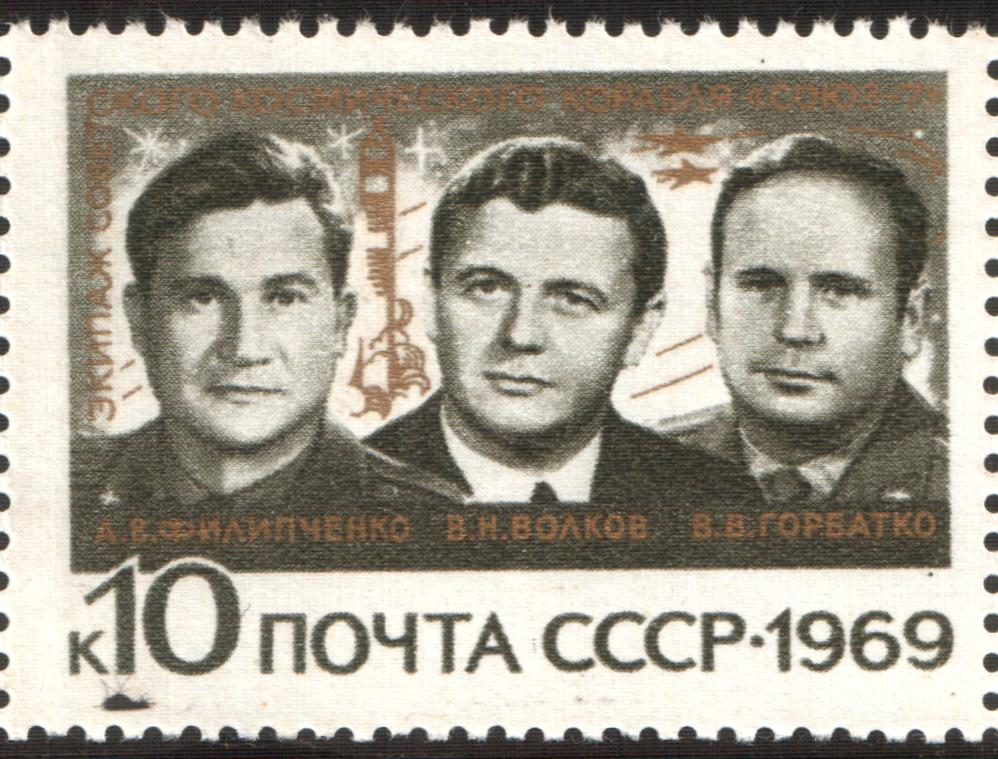
Soyuz-7.
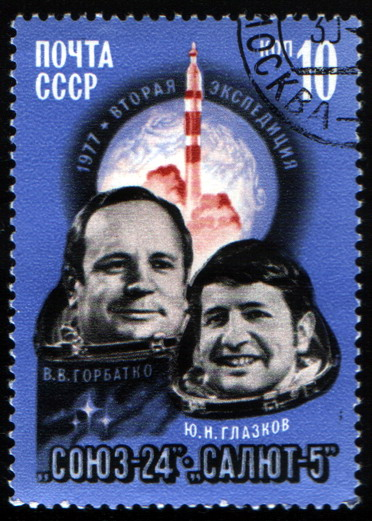
Soyuz-24
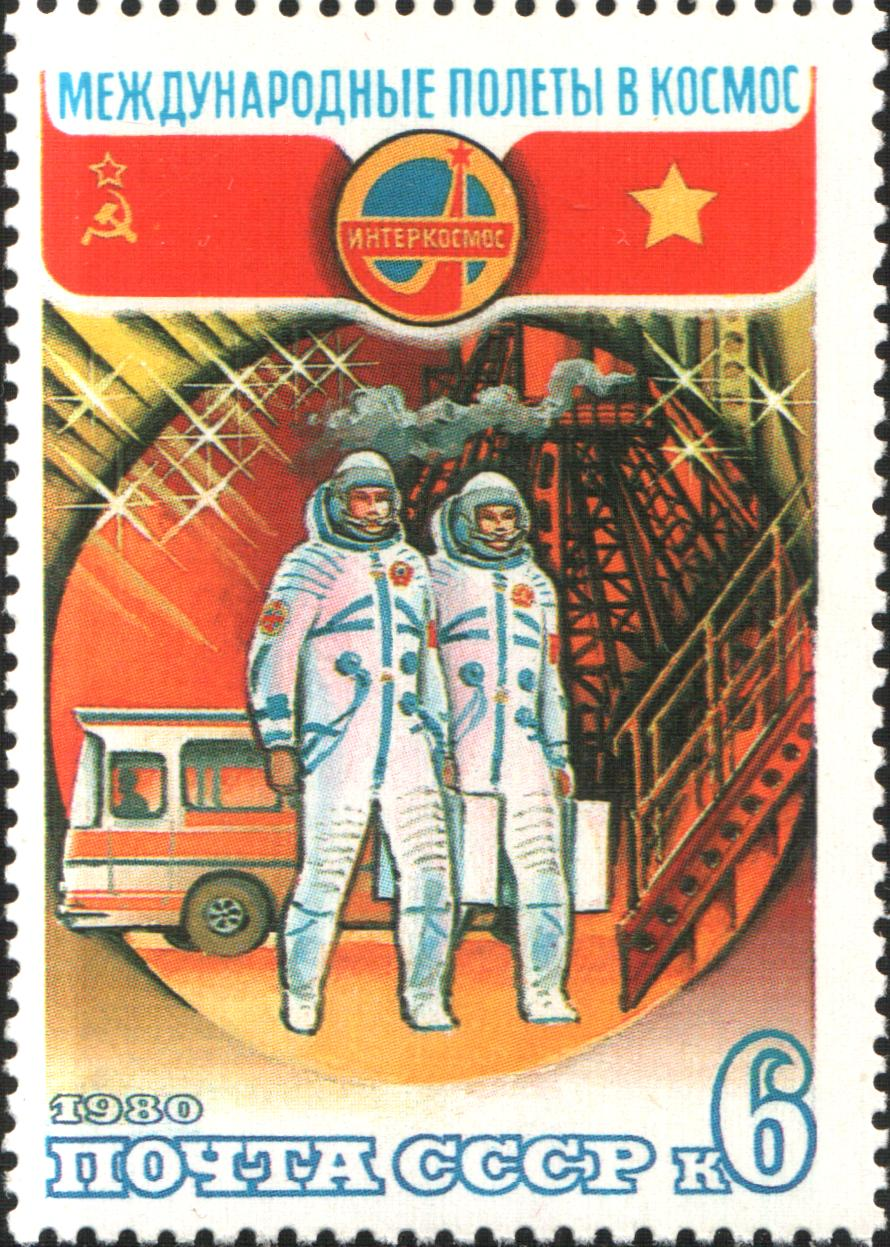
Soyuz-36

## Filatelia
Fue presidente del consejo administrativo de la Unión de filatelistas de la URSS desde abril de 1988 a febrero de 1992. De 2001 a 2009 ha ejercido como presidente honorario de la Unión de filatelistas de Rusia. Presidente de la Unión Internacional de ciudades heroicas y ciudades de gloria militar.